# Léon Cuffaut
Pour les articles homonymes, voir Cuffaut.
 (août 2018).
Léon Cuffaut, né à Charenton-le-Pont le 20 janvier 1911 et mort le 18 septembre 2002 dans le 7e arrondissement de Paris, est un pilote de chasse français de la Seconde Guerre mondiale, titulaire de 13 victoires homologuées.

## Biographie
Léon Cuffaut est né le 20 janvier 1911 à Charenton (Val-de-Marne). Il est le fils d'Octave Cuffaut, ingénieur, et de son épouse, née Blanche Milleraut. En 1917, alors qu'il se promène en compagnie de ses parents dans le bois de Vincennes, un avion s'écrase à quelques mètres de lui. Ce drame le pousse davantage vers ces curieux engins qui essaient de défier les lois de la pesanteur.
Il passe sa jeunesse en Bourgogne. Il a fait ses études au lycée d'Auxerre. Il peut contempler longuement les prouesses des pilotes de l'aérodrome régional qui lui inspirent sa vocation pour l'aéronautique. Son assiduité sur les terrains d'aviation est récompensée : il reçoit le baptême de l'air par le colonel Jean Moreau, pilote de la Première Guerre mondiale aux trois victoires. C'est la concrétisation de son rêve et le début d'une brillante carrière.

## Carrière militaire

### Engagement
Léon Cuffaut débute en s'engageant à Oran au titre du 2e groupe d'Afrique, le 25 janvier 1930 et commence son apprentissage de mitrailleur sur Breguet 14. Il passe avec succès, en 1934, le concours d'entrée à l'école de formation des sous-officiers de carrière du personnel navigant d'Istres.

### Pilote
Il obtient, en 1935, son brevet de pilote militaire. Sorti major de sa promotion, il se porte candidat pour l'école de chasse d'Étampes. De mai à août 1936, il découvre une gamme complète d'avions, passant des Nieuport 62 au Dewoitine D.501, s'exerçant au pilotage sans visibilité sur Morane 230.

#### Débuts en Afrique française du Nord
Il est affecté, en août 1936, à la base aérienne 156 de Bizerte où il sert sous les ordres du capitaine Murtin. Il sera sollicité par l'action d'aviation populaire qui s'est installée à côté de la base. Il consacrera ses après-midis à former les jeunes pilotes et décernera plus d'une trentaine de brevets, avec la bienveillance de sa hiérarchie. Le capitaine Tricot l'encourage à se présenter au concours d’entrée à l'École de l'air, ce qu'il fait en septembre 1937. Il est admissible à l’écrit mais il ne peut passer l’oral car il y a un contretemps.

#### Guerre civile espagnole
Il est envoyé convoyer des avions en Espagne avec l’ordre de convoyer des avions aux républicains espagnols. Il y rencontre André Malraux et le capitaine soviétique Gueorgui Zakharov. Une fois sa mission terminée, il repasse avec succès le concours d’entrée à l’École de l’air.

#### Campagne de France
En 1939, Léon Cuffaut, alors sous-lieutenant, est affecté au G.C. I/3 puis au G.C. II/6 sur MS 406. Le 22 novembre 1939, il descend ses deux premiers Me 109 allemands. Pendant la campagne de France de 1940, il est déjà commandant d’escadrille, au Centre d'instruction de la chasse (CIC), situé sur la base aérienne 122 Chartres-Champhol. Replié sur Toulouse, il rencontre Didier Daurat qui lui conseille de gagner l’Afrique française du Nord.

#### Retour en Afrique française du Nord
Il embarque clandestinement à bord d’un Lockheed Electra, arrive à Oran, dans la soirée du 25 juin 1940, sous le feu de la DCA. Il est affecté à Alger puis participe à la campagne de Syrie en 1941 au sein du G.C. II/3 sur D.520. Son attitude complaisante envers les gaullistes lui vaut d’être muté en décembre 1941 comme chef du centre de haute-montagne de Tikjda en Grande Kabylie. Il participe à l'organisation d'une filière du réseau de résistance Alliance.

#### Départ pour l'URSS
Le 29 mai 1943, il se porte volontaire pour faire partie des renforts envoyés au régiment de chasse Normandie-Niémen. Il arrive à Toula le 22 novembre 1943 et sert au Normandie-Niémen jusqu'à la fin de la guerre sur Yak 9.
Le 25 mai 1944, il quitte Toula pour Doubrovskaïa (près de Smolensk) avec le régiment en tant que lieutenant de la 1re escadrille « Rouen ». Il participe à la deuxième campagne et obtient plusieurs victoires aériennes. Il est promu capitaine le 8 août 1944 mais doit quitter le groupe le 31 octobre 1944 pour des raisons de santé. Il est dirigé sur le Moyen-Orient.

#### Après la guerre
Le capitaine Cuffaut termine la guerre avec 17 victoires aériennes dont 13 homologuées, ce qui le place parmi les premiers as français de la Seconde Guerre mondiale. Après la capitulation de l’Allemagne, il est tour à tour commandant d’escadrille et commandant de groupe. Il commande le Normandie-Niémen d’avril 1947 à septembre 1948 (Base aérienne 151 Rabat-Salé, au Maroc). Il termine sa carrière militaire avec le grade de général de brigade aérienne en 1962.
Il totalisait 18 700 heures de vol et avait effectué 1 010 missions de guerre en 2 626 heures de vol de guerre, ce qui est exceptionnel pour un pilote de chasse français.

## Carrière civile
Léon Cuffaut devient directeur général de l’Aéro-Club de France de 1962 à 1977. Il mêle les activités aéronautiques, associatives et d'aides : chef pilote et instructeur de l'Aéro-Club des handicapés aux Mureaux à partir de 1983, il forme, avec l’aide du colonel Guy Eisenbach, un ancien de la Royal Air Force (mort le 30 novembre 2001) de nombreux élèves dont des anciens pilotes et parachutistes grièvement blessés en service et des polios ou accidentés de la route.

## Distinctions
- Grand-croix de la Légion d'honneur
- Grand-croix de l'ordre national du Mérite
- Croix de guerre 1939-1945  17 citations
- Médaille de l'Aéronautique
- Silver Star Medal  (États-Unis)
- Ordre de la Guerre patriotique 1re classe  (URSS)
- Ordre du Drapeau rouge  (URSS)
- Ordre d'Alexandre Nevski le 5 mai 1965  (URSS) (six pilotes du Normandie-Niemen ont reçu cette décoration)
- Il fut le premier président national de l'Association nationale des membres de l'ordre national du Mérite (ANMONM), créée 27 juillet 1972, devenue l'Association des membres de l’ordre national du Mérite le 26 octobre 1974. Le 7 novembre 1975, le général de Boissieu remet, dans la cour du palais de la Légion d'honneur à Paris, le drapeau de l’Association nationale des membres de l'ordre du Mérite à son président, le général Léon Cuffaut. Il assuma cette présidence jusqu'au 27 février 1993
- Léon Cuffaut a reçu la grande médaille d’or de l’Aéro-Club de France en 1946

## Hommages
- Un hommage est rendu par Le Souvenir français en décembre 2017 en présence de sa veuve Denise Cuffaut, née Cospérec, sur sa tombe à Gourin
- Le Groupement d'Île de France des Vieilles Tiges porte son nom.
- la Ville de Champigny-sur-Marne a donné son nom à une de ses voies municipales.
- La ville de Veneux-les-Sablons a donné son nom à une place proche de la salle des fêtes et de l'école primaire.